# 夜夜寂寞
《夜夜寂寞》是香港、台灣歌手邰正宵的首張EP，在1994年9月推出，EP收錄了他第一首粵語歌《夜夜寂寞》。

## 曲目
| 曲序 | 曲名                             | 曲       | 詞     | 編曲   | 附註                       |
| 01   | 夜夜寂寞                         | 立川俊之 | 周禮茂 | 王繼康 | 國語版為《想你想的好孤寂》 |
| 02   | 想你想的好孤寂（深夜回憶劇場版） | 立川俊之 | 姚若龍 | 王繼康 | 獨白：郭靜                 |
| 03   | 別再怪我癡情                     | 邰正宵   | 邰正宵 | 王繼康 |                            |
| 04   | 弱點                             | 邰正宵   | 何啟弘 | 藍玫瑰 |                            |
| 05   | 九百九十九朵玫瑰（深情演奏版）   | 邰正宵   |        |        | 純音樂                     |

## 唱片版本
- CD版